# Ottokar I de Bohèmia
|  | Per a altres significats, vegeu «Ottokar I d'Estíria». |

Ottokar I —Přemysl I. Otakar (txec)— c. 1155 - desembre del 1230) fou un membre de la dinastia Premíslida que fou duc i posteriorment rei de Bohèmia.

## Joventut
Els pares de Přemysl Ottokar foren Vladislau II, Duc de Bohèmia, i Judit de Turíngia. Passa la seva joventut en l'anarquia que regnava arreu del país. Després de moltes lluites en les que participà, fou reconegut com a governant de Bohèmia per l'Emperador del Sacre Imperi Enric VI el 1192. Tanmateix, aviat fou derrocat pel fet d'haver participat en una conspiració de prínceps alemanys per derrocar la dinastia Hohenstaufen. El 1197 Ottokar forçà al seu germà, Duc Vladislaus III Enric, a deixar-li Bohèmia i acontentar-se amb Moràvia.
Aprofitant la guerra civil germànica entre el pretendent gibelí Felip de Suàbia i el candidat güelf Otó IV, Ottokar es va declarar Rei de Bohèmia. Aquest títol va ser donat suport per Felip de Suàbia, qui va necessitar el suport militar txec en contra Otó (1198).
El 1199 Ottokar es divorcià la seva muller Adelaida de Meissen, membre de la casa de Wettin, per tal de casar Constança d'Hongria, la filla petit del rei hongarès Béla III.
El 1200 - amb Oto IV en ascendència - Přemysl Ottokar abandonà el seu pacte amb Felip i prengué partit per la facció güelfa. Tant Otó com el Papa Innocenci III acceptaren conseqüentment a Ottokar com a rei hereditari de Bohèmia.

## Butlla d'or de Sicília

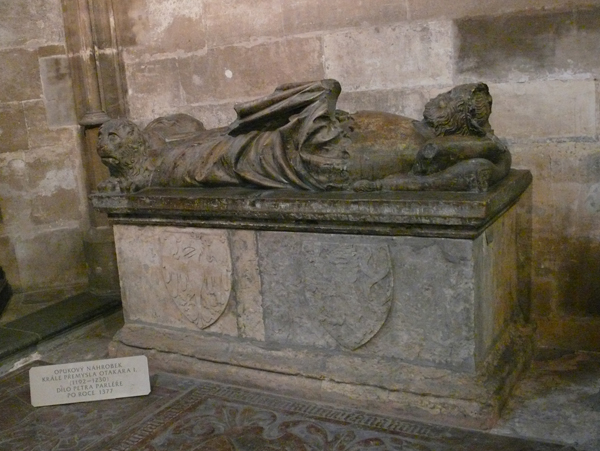
Tomba de Přemysl Ottokar I a la Catedral de Sant Vit, Praga

La invasió consegüent de Felip de Bohèmia reeixí. Ottokar, havent estat obligat a pagar una multa, un altre cop es va variar entre Felip partisans i encara més tard era entre els seguidors del rei jove, Frederic II. El 1212 Frederic va concedir el Brau Daurat de Sicily a Bohèmia. Aquest document va reconèixer Ottokar i els seus hereus com Reis de Bohèmia. El rei ja no estava subjecte a cita per l'Emperador i només se li requeria assistir a les dietes prop de la frontera bohèmia. Tot i que el Regne era vassall del Sacre Imperi, el rei bohemi era un dels prínceps electors principals de l'imperi i hi havia d'aportar als Emperadors subsegüents amb una guàrdia personal de 300 cavallers quan aquests anaven a Roma per a ser coronats.
El regnat d'Ottokar també fou notable per l'inici d'immigració alemanya a Bohèmia i el creixement de ciutats en el que havien sigut boscos fins aquell moment. El 1226 Přemysl Ottokar marxà a la guerra contra Leopold VI d'Àustria després que aquest feu fracassar un tracte que hauria casat la filla d'Ottokar (Santa Agnès de Bohèmia) amb el fill de l'Emperador Frederic II, Enric II de Sicília. Ottokar llavors planejà casar a Agnès amb Enric III d'Anglaterra, però això fou vetat per l'Emperador, qui sabia que Enric era un adversari de la dinastia Hohenstaufen. L'Emperador vidu volia casar-se amb Agnès, però llavors aquesta no va voler participar en un matrimoni arranjat. Amb l'ajuda del papa, Agnès va entrar a un convent.

## Família
Ottokar es casà el 1178 amb Adelaida de Meissen (després del 1160 - 2 de febrer del 1211), qui va donar naixement als nens següents:
- Vratislav (mort abans del 1225).
- Dagmar o Margarita de Bohèmia (morta el 24 de maig del 1212), casada amb Valdemar II rei de Dinamarca.
- Božislava (morta el 6 de febrer del 1238), casat amb el Comte Enric I d'Ortenberg.
- Hedvika, monja a Gernrode.

El 1199, es casà amb Constança d'Hongria (1181 – 6 de desembre del 1240), qui va donar naixement als nens següents:
- Vratislav (c. 1200 – després del 1209).
- Judit (- 2 juny del 1230), casada amb Bernat de Caríntia, Duc de Caríntia.
- Anna de Bohèmia (Anna Lehnická) (1204 - 23 de juny del 1265), casada amb Enric II el Pietós, Duc de Wrocław.
- Anežka, va morir jove.
- Wenceslau I de Bohèmia (c. 1205 - 23 de setembre del 1253), Rei de Bohèmia.
- Ladislau (Vladislav) (1207 - 18 de febrer del 1227), Marcgravi de Moràvia.
- Přemyslid (Přemysl) (1209 - 16 octubre del 1239), Marcgravi de Moràvia, casat amb Margarita d'Andechs, filla de Duc Otto I de Merània.
- Guillemina de Bohèmia (Vilemína Česká, Guglielmina Boema) (1210 - 24 d'octubre del 1281).
- Agnès de Bohèmia (20 de gener del 1211 – 6 de març del 1282).